# Gianfranco Parolini
Gianfranco Parolini (* 20. Februar 1925 in Rom; † 26. April 2018 ebenda) war ein italienischer Filmregisseur (auch pseudonym Frank Kramer) und Drehbuchautor.

## Leben
Der aus einer Bologneser Familie stammende Parolini begann seine Arbeit im Filmgeschäft 1950 als Schnittassistent bei Roberto Rossellinis Franziskus, der Gaukler Gottes. Er trat als Regisseur, Drehbuchautor und Filmproduzent in Erscheinung und wurde besonders als Regisseur von Italowestern bekannt. Er drehte unter anderem die erfolgreiche Sabata-Reihe. Neben Western arbeitete Parolini hauptsächlich an Sandalen- und Kriminalfilmen. So führte er Ende der 1960er-Jahre auch bei vier der Kommissar-X-Filme Regie. Seine Filme wurden oftmals auf Grund ihres ironischen Stils und ihrer interessanten Figuren als herausragende Unterhaltungsware bezeichnet. 1992 begann er mit der Arbeit an einer Fernsehserie, die wenig Erfolg hatte.
Mit einer Reihe von Schauspielern, einige davon ehemalige Stuntmen oder Zirkusakrobaten, arbeitete er häufig zusammen; unter ihnen Brad Harris, Tony Kendall und Nick Jordan.
Wie viele Künstler des italienischen Films dieser Zeit benutzte Parolini häufig englische Namen als Pseudonym. Als Regisseur wurde er somit auch Frank Kramer, als Darsteller – er trat in fast allen seinen Filmen in kleineren oder größeren Nebenrollen auf – Frank (oder John Francis) Littleword(s) oder John Francis Scott, als Drehbuchautor Robert F. Atkinson und John Eastwood in den Credits genannt.
2010 entstand der Film Frank il legionario über Parolinis Arbeiten.

## Filmografie (Regisseur)
- 1953: François il contrabbandiere
- 1961: Herkules im Netz der Cleopatra (Sansone)
- 1961: Unter der Flagge der Freibeuter (Los bucaneros del Caribe) (nur Drehbuch)
- 1962: Der Kampf der Makkabäer (Il vecchio testamento)
- 1962: Samson, Befreier der Versklavten (La furia di Ercole)
- 1962: Die letzten Stunden von Pompeji (Anno 79: La distruzione di Ercolano)
- 1963: Die Revolte der Gladiatoren (I dieci gladiatori)
- 1964: Die unbesiegbaren Drei (Gli invincibile tre)
- 1964: Die Diamantenhölle am Mekong
- 1965: Johnny West und die verwegenen 3 (Johnny West il mancino)
- 1966: Kommissar X – Jagd auf Unbekannt
- 1966: Kommissar X – In den Klauen des goldenen Drachen
- 1967: Die drei Supermänner räumen auf (I fantastici tre supermen)
- 1967: Kommissar X – Drei grüne Hunde (nur Ko-Drehbuch)
- 1968: Kommissar X – Drei blaue Panther
- 1968: Sartana – Bete um Deinen Tod (…Se incontri Sartana prega per la tua morte)
- 1969: Kommissar X – Drei goldene Schlangen (nur Ko-Drehbuch)
- 1969: Sabata (Ehi amico… c'è Sabata, hai chiuso!)
- 1969: Todeskommando Panthersprung (5 per l’inferno)
- 1970: Adios Sabata (Indio Black, sai che ti dico: Sei un gran figlio di…)
- 1971: Sabata kehrt zurück (È tornato Sabata… hai chiuso un’altra volta)
- 1972: Vier fröhliche Rabauken (Sotto a chi tocca!)
- 1974: Zwei Schlitzohren in der gelben Hölle (Questa volta ti faccio ricco!)
- 1975: Wir sind die Stärksten (Noi non siamo angeli)
- 1976: Der Colt Gottes (Ekdach Haelohim)
- 1977: Yeti – Der Schneemensch kommt (Yeti – il gigante del 20. secolo)
- 1987: Das Geheimnis des Inka-Schatzes (Alla ricerca dell’impero sepolto)